# محوطه قنات نای گرد
محوطه قنات نای گرد در شهرستان پاسارگاد، بخش مرکزی، دهستان کمین، روستای نواجرد، ۲۰۰ متری شمال کارخانه بیژن واقع شده و این اثر در تاریخ ۳۰ بهمن ۱۳۸۶ با شمارهٔ ثبت ۲۰۸۹۸ به‌عنوان یکی از آثار ملی ایران به ثبت رسیده است.